# 千路站
千路站（日语：／ Chiji eki */?）是位於石川縣羽咋市千路町部（ヘ）11番，西日本旅客鐵道（JR西日本）的七尾線車站。

## 歷史
- 1898年（明治31年）4月24日 - 七尾鐵道 津幡臨時停車站（本津幡站的前身） - 七尾站 - 矢田新站（後來為七尾港站）之間開通，同時此站開業[1]。為旅客和貨物車站。
- 1907年（明治40年）7月1日 - 七尾鐵道根據鐵道國有法（日语：鉄道国有法）而國有化。成為帝國鐵道廳（國鐵）車站。
- 1909年（明治42年）10月12日 - 制定路線名稱，此站成為七尾線車站。
- 1960年（昭和35年）4月1日 - 終止貨物起卸業務。
- 1972年（昭和47年）3月15日 - 成為無人車站。
- [987年（昭和62年）
  - 4月1日 - 伴隨國鐵分割民營化，車站由西日本旅客鐵道（JR西日本）營運。
  - 12月11日 - 舉行新車站大樓落成典禮。

## 車站構造
車站是一座地面車站，設有1面1線的單式月台，往七尾方向的列車會開放左邊車門。在月台中央有一條小河流過。
此站是由七尾鐵道部管理的無人車站。車站設有車站大樓暨候車室，為一座簡易混凝土建築物，當中設有自動售票機。月台沒有升高，車站大樓與月台有梯級。

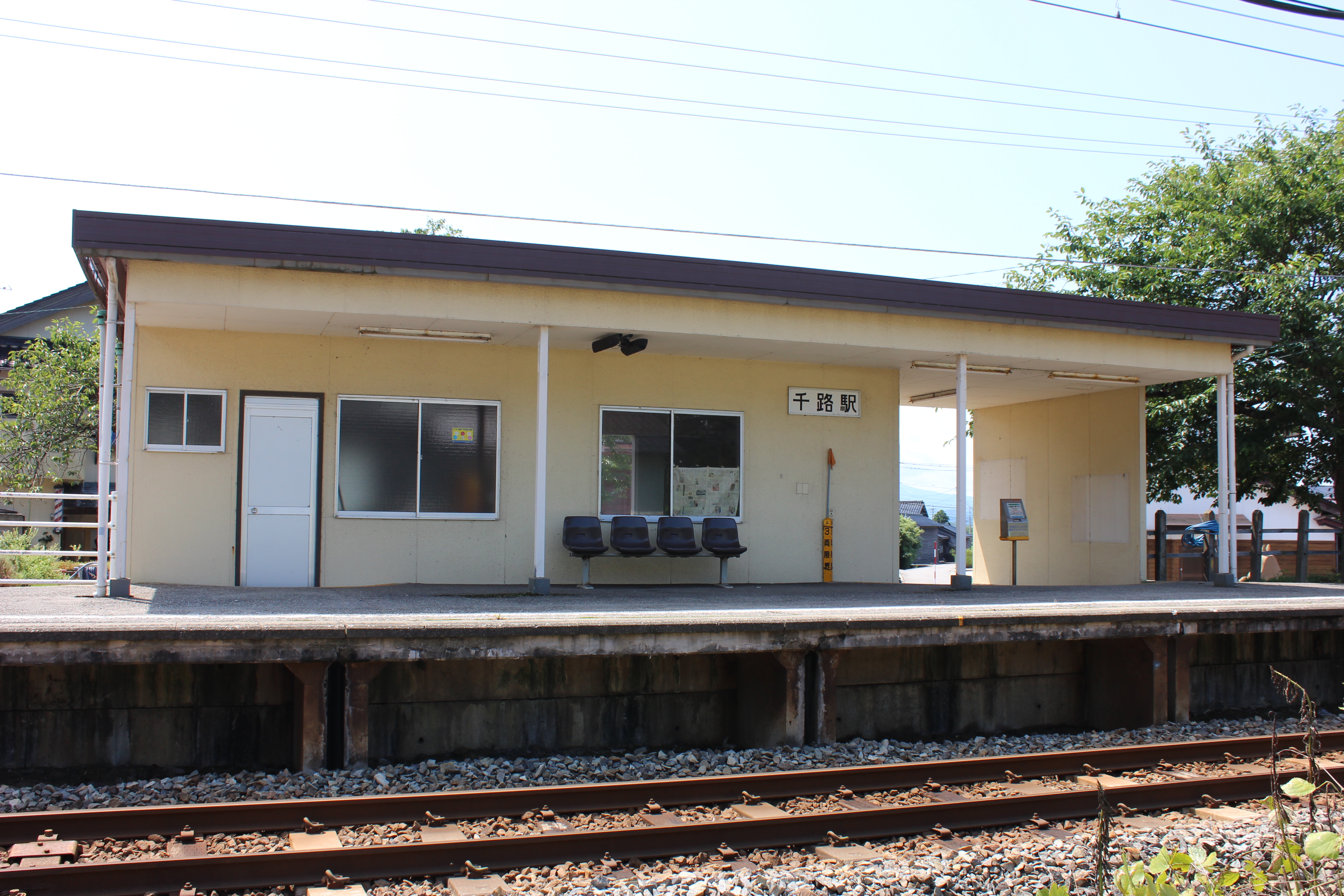
從月台一方看見車站大樓

## 使用狀況
根據「羽咋市統計書」，以下為1日近年平均乘車人次列表：
| 年度   | 1日平均 乗車人次 |
| ------ | ---------------- |
| 2002年 | 137              |
| 2003年 | 139              |
| 2004年 | 128              |
| 2005年 | 124              |
| 2006年 | 124              |
| 2007年 | 120              |
| 2008年 | 120              |
| 2009年 | 110              |
| 2010年 | 115              |
| 2011年 | 113              |
| 2012年 | 112              |
| 2013年 | 107              |
| 2014年 | 90               |
| 2015年 | 90               |
| 2016年 | 85               |
| 2017年 | 74               |
| 2018年 | 67               |
| 2019年 | 62               |

## 車站周邊
車站北邊設有免費停車場。在該處設立了「通勤通學之專用停車場」展示板。
- 國道249號
- 朱鷺之台鄉村俱樂部
- 能登里山海道 - 柳田交匯處（日语：柳田インターチェンジ）
- 邑知潟（日语：邑知潟） - 白鳥居住地[1]。

## 相鄰車站
西日本旅客鐵道
■七尾線
羽咋－千路－金丸

## 註腳
1. 1 2 3 4 5 6 7 8 9  . 週刊朝日百科. 43号 富山駅・高岡駅・和倉温泉駅ほか. 朝日新聞出版. 2013-06-16: 27 （日语）.

## 外部連結
- 千路｜車站資訊：JR出門網 - 西日本旅客鐵道（日語）